# 第XI因子欠乏症
第XI因子欠乏症（だいじゅういちいんしけつぼうしょう、英: factor XI deficiency）または血友病C（けつゆうびょうC、英: haemophilia C）は、第XI因子の欠乏によって生じる血友病類縁疾患である。血漿トロンボプラスチン前駆物質（PTA）欠乏症（plasma thromboplastin antecedent deficiency）、ローゼンタール症候群（Rosenthal syndrome）としても知られる。血友病Aや血友病Bとは異なり、伴性遺伝する疾患ではない。主にアシュケナジムのユダヤ人にみられる。von Willebrand病、血友病A、血友病Bに続いて、4番目に多くみられる血液凝固障害である。アメリカ合衆国では、成人集団の10万人に1人が影響を受けると考えられている。

## 症状と徴候
第XI因子欠乏症の症状と徴候に関しては、血友病Aや血友病Bと異なり、自発的な出血は起こらない。出血は大きな手術や怪我の後に生じる傾向がある。一方で、第XI因子欠乏症の患者に起こる可能性のある症状は次に挙げるように他の形態の血友病と密接に関連している。
- 口腔内出血
- 鼻血
- 血尿
- 産後の出血（症例の20%）
- 扁桃からの出血

## 原因

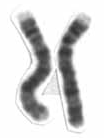
4番染色体

第XI因子欠乏症は第XI因子の欠乏によって引き起こされ、関節への出血が起こらない点で血友病Aや血友病Bから区別される。さらに、第XI因子の遺伝子は4番染色体に位置しているため常染色体劣性遺伝する疾患である。ただし完全な劣性遺伝ではなく、ヘテロ接合型でも出血の増加がみられる。
多くの変異が存在し、出血のリスクは欠乏の重症度には必ずしも影響されない。第XI因子欠乏症は全身性エリテマトーデスの患者でも観察されることがあり、この疾患では第XI因子を阻害する抗体が形成されるためである。

## 診断
第XI因子欠乏症（血友病C）の診断は、活性化部分トロンボプラスチン時間（aPTT）の延長を中心として行われる。体内で第XI因子が減少していることが観察される。鑑別診断としては、血友病A、血友病B、ループスアンチコアグラントやヘパリンの混入を考慮しなければならない

## 治療

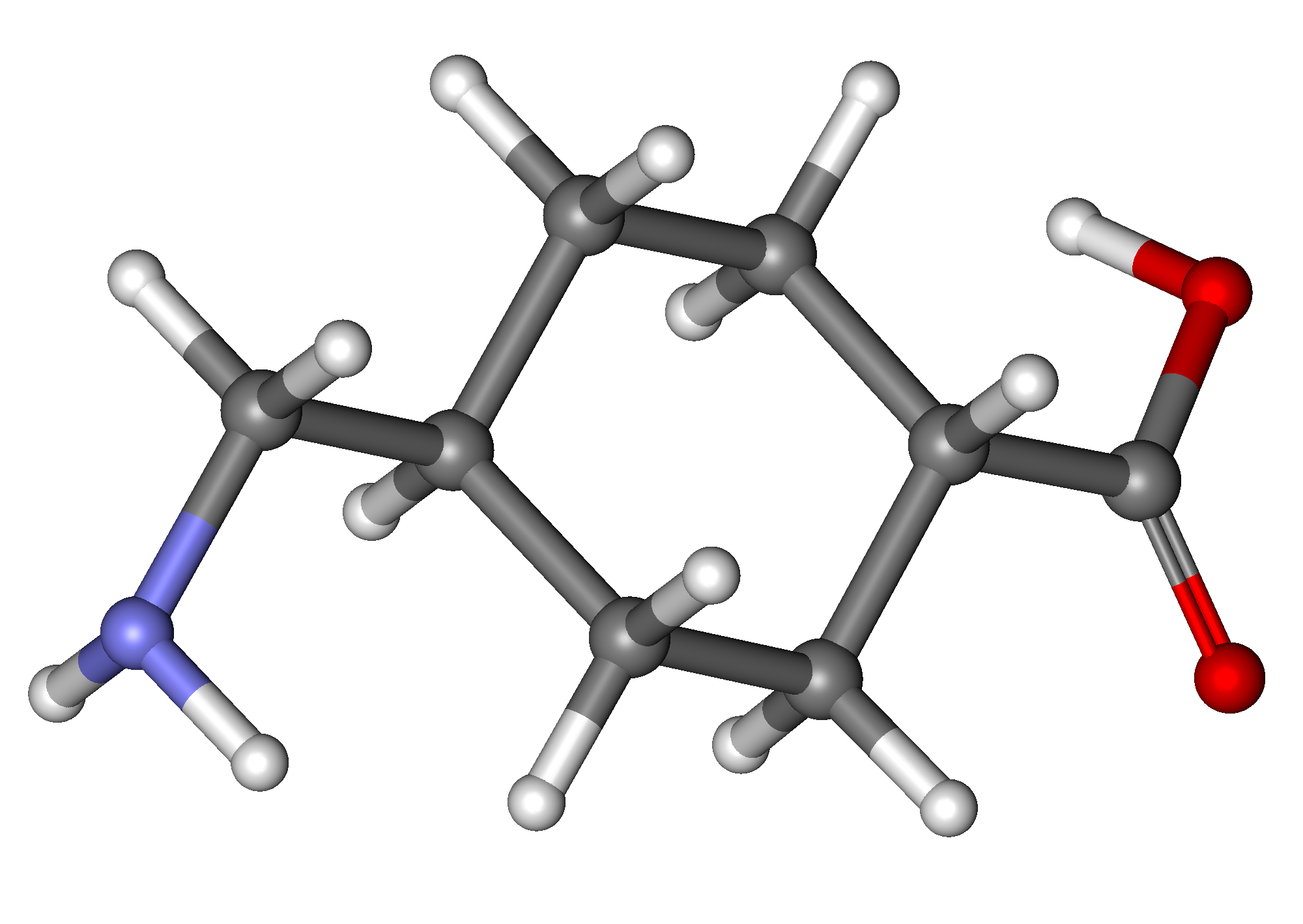
トラネキサム酸

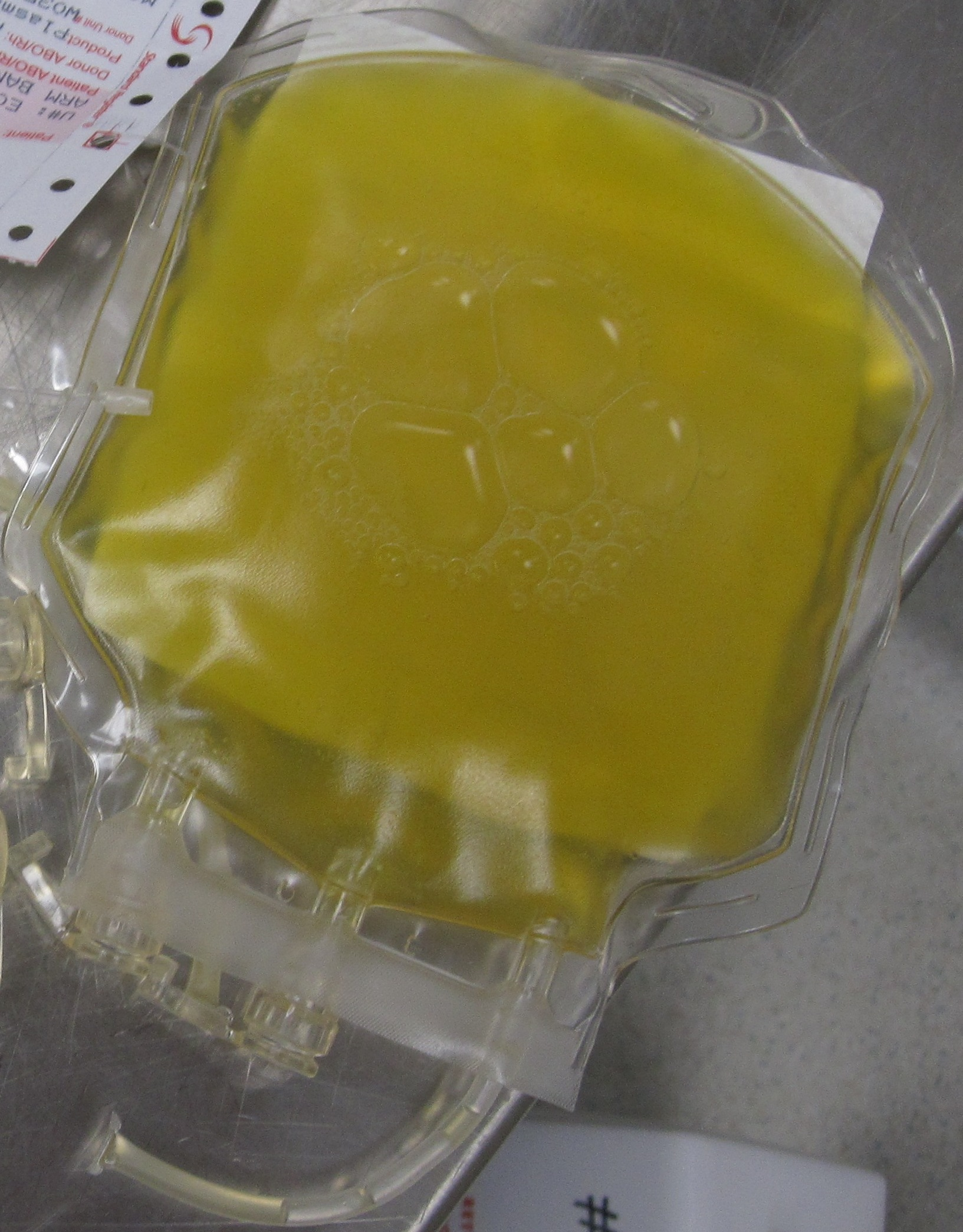
新鮮凍結血漿

血友病に対する投薬としては、出血後の治療、口腔の外科的処置の際の過剰な出血のための予防手段のどちらの場合にもトラネキサム酸が利用されることが多い。
通常、治療は手術に関係する場合を除いて不要であり、この疾患を抱える人の多くが疾患を自覚していない。手術などの場合には新鮮凍結血漿か組換え第XI因子が利用される場合があるが、必要な場合にのみ利用される。

## 関連文献
- Zucker, M.; Zivelin, A.; Landau, M.; Salomon, O.; Kenet, G.; Bauduer, F.; Samama, M.; Conard, J. et al. (1 October 2007). “Characterization of seven novel mutations causing factor XI deficiency” (英語). Haematologica 92 (10):  1375–1380. doi:10.3324/haematol.11526. ISSN 0390-6078. PMID 18024374.
- Orkin, Stuart H.; Nathan, David G. (2008) (英語). Nathan and Oski's Hematology of Infancy and Childhood. Elsevier Health Sciences. ISBN 978-1416034308 2016年7月12日閲覧。
- Goldman, Lee; Schafer, Andrew I. (2016) (英語). Goldman-Cecil Medicine Elsevieron VitalSource. Elsevier Health Sciences. ISBN 9780323322850 2016年7月12日閲覧。